# Irene Doukaina Laskarina
Irene Ducas Lascaris (in bulgaro Ирина Ласкарина Асенина?, in greco Ειρήνη Δούκαινα Λασκαρίνα?; ... – Veliko Tărnovo, 1268) è stata imperatrice consorte (zarina) di Bulgaria fra il 1258 ed il 1268.
È stata la seconda moglie dello zar Costantino I di Bulgaria.
Era la figlia dell'imperatore di Nicea Teodoro II Lascaris e di sua moglie Elena Asen, e sorella dell'imperatore di Nicea Giovanni IV Lascaris. I suoi nonni materni erano lo zar Ivan Asen II e Anna Maria d'Ungheria.
Nel 1257, Irene sposò il nobile bulgaro Costantino Tikh, al suo secondo matrimonio. Suo marito era un erede al trono bulgaro ed era orgoglioso di sposare la nipote dell'imperatore Ivan Asen II, adottò quindi il cognome della dinastia imperiale Asen per accrescere le sue pretese alla corona.
L'anno successivo Costantino fu eletto zar di Bulgaria da un consiglio di boiardi a Tarnovo e Irene divenne sua consorte.
Nel 1261 il giovane fratello di Irene, l'imperatore Giovanni IV Lascaris, fu deposto e accecato dal reggente di Nicea Michele VIII Paleologo, che aveva appena riconquistato Costantinopoli dall'Impero latino, ristabilendo l'Impero bizantino.
La zarina Irene era un'acerrima nemica dell'usurpatore. Divenne leader del partito antibizantino alla corte bulgara.
Irene morì nel 1268. Non ebbe figli.

## Ascendenza
|                          |             |                       | Genitori                  |  |  | Nonni |  |  | Bisnonni         |  |  | Trisnonni |  |
|                          |             |                       |                           |  |  |       |  |  | Basilio Vatatzes |  |  | …         |  |
|                          |             |                       |                           |  |  |       |  |  | Basilio Vatatzes |  |  | …         |  |
|                          |             | …                     |                           |  |  |       |  |  | Basilio Vatatzes |  |  |           |  |
| Giovanni III Vatatze     |             |                       |                           |  |  |       |  |  | Basilio Vatatzes |  |  |           |  |
|                          |             | …                     | …                         |  |  |       |  |  |                  |  |  |           |  |
|                          |             | …                     | …                         |  |  |       |  |  |                  |  |  |           |  |
|                          |             | …                     | …                         |  |  |       |  |  |                  |  |  |           |  |
| Teodoro II Lascaris      |             | …                     |                           |  |  |       |  |  |                  |  |  |           |  |
|                          |             | Teodoro I Lascaris    | …                         |  |  |       |  |  |                  |  |  |           |  |
|                          |             | Teodoro I Lascaris    | …                         |  |  |       |  |  |                  |  |  |           |  |
|                          |             | Teodoro I Lascaris    | …                         |  |  |       |  |  |                  |  |  |           |  |
| Irene Lascarina          |             | Teodoro I Lascaris    |                           |  |  |       |  |  |                  |  |  |           |  |
|                          |             | Anna Comnena Angelina | Alessio III Angelo        |  |  |       |  |  |                  |  |  |           |  |
|                          |             | Anna Comnena Angelina | Alessio III Angelo        |  |  |       |  |  |                  |  |  |           |  |
|                          |             | Anna Comnena Angelina | Eufrosina Ducena Camatera |  |  |       |  |  |                  |  |  |           |  |
| Irene Doukaina Laskarina |             | Anna Comnena Angelina |                           |  |  |       |  |  |                  |  |  |           |  |
|                          | Ivan Asen I | …                     |                           |  |  |       |  |  |                  |  |  |           |  |
|                          | Ivan Asen I | …                     |                           |  |  |       |  |  |                  |  |  |           |  |
|                          | Ivan Asen I | …                     |                           |  |  |       |  |  |                  |  |  |           |  |
| Ivan Asen II             | Ivan Asen I |                       |                           |  |  |       |  |  |                  |  |  |           |  |
|                          |             | Elena-Eugenia         | …                         |  |  |       |  |  |                  |  |  |           |  |
|                          |             | Elena-Eugenia         | …                         |  |  |       |  |  |                  |  |  |           |  |
|                          |             | Elena-Eugenia         | …                         |  |  |       |  |  |                  |  |  |           |  |
| Elena Asen               |             | Elena-Eugenia         |                           |  |  |       |  |  |                  |  |  |           |  |
|                          |             | Andrea II d'Ungheria  | Béla III d'Ungheria       |  |  |       |  |  |                  |  |  |           |  |
|                          |             | Andrea II d'Ungheria  | Béla III d'Ungheria       |  |  |       |  |  |                  |  |  |           |  |
|                          |             | Andrea II d'Ungheria  | Agnese d'Antiochia        |  |  |       |  |  |                  |  |  |           |  |
| Anna Maria d'Ungheria    |             | Andrea II d'Ungheria  |                           |  |  |       |  |  |                  |  |  |           |  |
|                          |             | Gertrude di Merania   | Bertoldo IV d'Andechs     |  |  |       |  |  |                  |  |  |           |  |
|                          |             | Gertrude di Merania   | Bertoldo IV d'Andechs     |  |  |       |  |  |                  |  |  |           |  |
|                          |             | Gertrude di Merania   | Agnese di Rochlitz        |  |  |       |  |  |                  |  |  |           |  |
|                          |             | Gertrude di Merania   |                           |  |  |       |  |  |                  |  |  |           |  |